# Adriena Šimotová
Adriena Šimotová est une artiste visuelle, peintre et dessinatrice tchèque, née à Prague le 6 août 1926, et morte le 19 mai 2014.
Elle a été membre du collectif d'artistes UB 12, avec lequel elle a exposé, a dominé longtemps le domaine des arts tchèque, à partir des années 1970, et s'est engagée dans le combat politique de l'avant-garde artistique pragoise.

## Biographie
Née en 1926 à Prague, Adriena Šimotová est diplômée de l’École d’arts graphiques et de l’École supérieure des Arts décoratifs de Prague. Ses premières œuvres des années 1960 ont été exposées à la galerie Václav Špála et à la biennale de São Paulo. Elle est l'un des membres fondateurs du groupe artistique tchèque UB 12, avec Václav Boštík, Stanislav Kolíbal et d'autres. Après la mort de son mari en 1972, elle délaisse la peinture et commence à utiliser des tissus et des installations sculpturales. En raison de la situation politique de la Tchéquie dans les années 1970 et 1980, la plupart des œuvres de Šimotová ont été exposées de manière non officielle ou ont fait l'objet d'une censure.
Šimotová a reçu l'Ordre des Arts et des Lettres en 1991 et la Médaille du Mérite tchèque en 1997. En 2000, elle a reçu le prix Herder. Une rétrospective lui a été consacrée à la Galerie nationale de Prague en 2001. Plusieurs de ses œuvres font partie de la collection permanente du Centre national d'art et de culture Georges-Pompidou.
Šimotová meurt en 2014 à l'âge de 87 ans,.

## Expositions
Expositions personnelles à Prague, Brno, au musée des Beaux-Arts de Dijon (2002), Paris (Galerie de France, Studio du Centre Pompidou), Londres, Berlin, Vienne, Salzbourg, Chicago...

## Distinctions
- Médaille d'or à la Biennale internationale d'art graphique à Florence (1970)
- Grand Prix à la 13e Biennale d'art graphique à Ljubljana (1979)
- Grand Prix à la Triennale internationale de dessin à Wroclaw (Pologne) (1988)
- Prix Herder à Vienne (1990)
- Ordre de Chevalier des Arts et des Lettres de la République française (1991)
- Prix d'État de la République tchèque (1997)